# 涡扇-18
涡扇-18是由中国航发成都发动机有限公司仿俄制D-30KP-2发动机研发制造的大涵道比涡轮风扇发动机。其推力约为120千牛（27,000 lbf），計劃装备在轰-6K和运-20A等机型上。

## 概述
涡扇-18发动机是仿制俄罗斯D-30KP-2型航空发动机的国产中涵道比的涡扇发动机。2014年12月6日安装在伊尔-76飞机上首飞，后续经过一系列测试和验证后于2019年底完成设计定型并开始批量生产。涡扇-18发动机是在涡扇-20没有完成设计定型前为轰-6K系列和运-20系列飞机提供动力/发动机的主要来源。

### 自行生產
2015年1月，中国航发成都发动机有限公司网站报道称于2014年12月6日开始，对新研制的涡扇-18发动机进行了为期80天的综合测试，但未达到满意的结果，后经改良取得了理想成果。早期涡扇-18技术尚不成熟仿制结果相较于原型机稍差但基本持平。经后期改进对比原型机D-30PK-2，涡扇18轻300公斤；推力提高了0.7吨，推重比提高5.5%，油耗也下降了近20%。

## 性能规格[2]
- 重量: 2吨
- 最大推力: 13.2吨
- 推重比: 5.01
- 油耗: 65公斤/千牛/小时
- 大修期/翻修寿命: 3000小时